# Sphagnum longicomosum
Sphagnum longicomosum är en bladmossart som beskrevs av C. Müller och Warnstorf 1899. Sphagnum longicomosum ingår i släktet vitmossor, och familjen Sphagnaceae. Inga underarter finns listade i Catalogue of Life.